# Brent McMurtry
Brent McMurtry (* 22. April 1986 in Calgary) ist ein ehemaliger kanadischer Skilangläufer.

## Werdegang
McMurtry belegte bei den Nordischen Junioren-Skiweltmeisterschaften 2004 in Stryn den 68. Platz über 10 km Freistil, den 42. Rang im 30-km-Massenstartrennen sowie den 37. Platz im Sprint und bei den Nordischen Junioren-Skiweltmeisterschaften 2005 in Rovaniemi den 47. Platz über 10 km Freistil, den 46. Rang in der Verfolgung sowie den 20. Platz im Sprint. In der Saison 2005/06 nahm er in Vernon erstmals am Weltcup teil, wobei er den 57. Platz im Skiathlon errang und lief bei den Nordischen Junioren-Skiweltmeisterschaften 2006 in Kranj auf den 78. Platz über 10 km klassisch, auf den 62. Rang in der Verfolgung sowie auf den 34. Platz im Sprint. In den folgenden Jahren kam er bei den U23-Weltmeisterschaften 2007 in Tarvisio auf den 24. Platz im Skiathlon sowie auf den 21. Rang über 15 km Freistil und bei den U23-Weltmeisterschaften 2008 in Mals jeweils auf den 26. Platz im Sprint und 30-km-Massenstartrennen sowie auf den 20. Rang über 15 km klassisch. Zudem gewann er in der Saison 2007/08 im 30-km-Massenstartrennen in Cantley sein erstes Rennen im Nor-Am-Cup und wurde zum Saisonende Dritter in der Gesamtwertung. In der Saison 2008/09 holte er in Whistler mit dem 16. Platz im Skiathlon seine ersten Weltcuppunkte. Dies war zugleich seine beste Platzierung im Weltcupeinzel. Außerdem errang er den vierten Platz in der Gesamtwertung des Nor-Am-Cups und belegte bei den U23-Weltmeisterschaften 2009 in Praz de Lys-Sommand den 17. Platz über 15 km Freistil sowie jeweils den zehnten Rang im Skiathlon und im Sprint. In der folgenden Saison kam er in Rybinsk mit dem 29. Platz sowie in Canmore mit dem 19. Rang im Sprint letztmals im Weltcup in die Punkteränge und gewann mit sieben Podestplatzierungen, darunter einen ersten Platz die Gesamtwertung des Nor-Am-Cups. Beim Saisonhöhepunkt, den Olympischen Winterspielen 2010 in Vancouver, belegte er den 41. Platz im Sprint. In der Saison 2011/12 siegte er viermal und kam damit auf den zweiten Platz in der Gesamtwertung des Nor-Am-Cups. In der folgenden Saison absolvierte er in Canmore seinen letzten Weltcup, welchen er auf dem 53. Platz im 15-km-Massenstartrennen beendete und errang den vierten Platz in der Nor-Am-Cup Gesamtwertung. Zudem wurde er im März 2013 kanadischer Meister über 15 km klassisch.

## Erfolge

### Olympische Spiele
- 2010 Vancouver: 41. Platz Sprint klassisch

### Siege bei Continental-Cup-Rennen
| Nr. | Datum            | Ort         | Disziplin                   | Serie      |
| --- | ---------------- | ----------- | --------------------------- | ---------- |
| 1.  | 3. Februar 2008  | Cantley     | 30 km klassisch Massenstart | Nor-Am-Cup |
| 2.  | 2. Januar 2010   | Valcartier  | 30 km Skiathlon             | Nor-Am-Cup |
| 3.  | 8. Januar 2011   | Thunder Bay | Sprint klassisch            | Nor-Am-Cup |
| 4.  | 15. Januar 2012  | Whistler    | 15 km klassisch             | Nor-Am-Cup |
| 5.  | 20. Januar 2012  | Canmore     | 10 km klassisch             | Nor-Am-Cup |
| 6.  | 5. Februar 2012  | Cantley     | 30 km klassisch Verfolgung  | Nor-Am-Cup |
| 7.  | 11. Februar 2012 | Mont Orford | 10 km klassisch             | Nor-Am-Cup |
| 8.  | 26. Januar 2013  | Duntroon    | Sprint klassisch            | Nor-Am-Cup |
| 9.  | 26. März 2013    | Whistler    | 15 km klassisch 1           | Nor-Am-Cup |